# ریکوتا

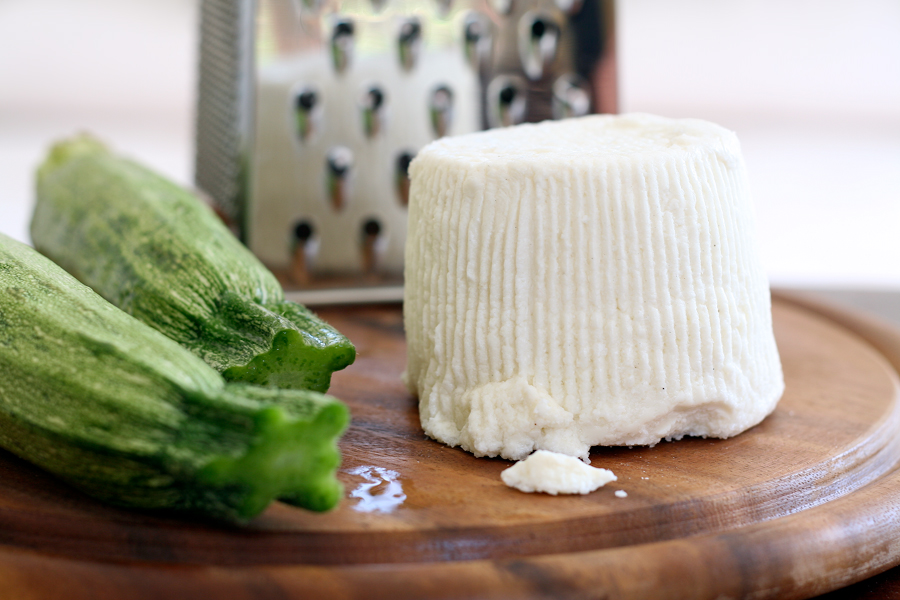
ریکوتا به همراه کدو

ریکوتا (به انگلیسی: Ricotta) یک نوع پنیر ایتالیایی است که معمولاً از شیر گوسفند و گاو به وسیلهٔ باقی‌مانده آب پنیر پس از تولید پنیر تهیه می‌شود. ریکوتا در لغت به معنای «دوباره پخته‌شده» است. به دلیل اینکه طی فرایند تولید، بیشتر چربی جذب پنیر اصلی می‌شود، ریکوتا دارای چربی پایینی است.